# Pont Kachine
Le pont Kachine est un pont voûté traversant le canal Krioukov dans le district de l'Amirauté au  centre de Saint-Pétersbourg, en Russie. Le pont relie les îles Kolomensky et Kazansky .

## Emplacement
Le pont Kachine est situé le long de l'axe de l'avenue Rimsky-Korsakov . La cathédrale Saint-Nicolas-des-Marins est située près du pont. En amont se trouve le pont Staro-Nikolsky, et en aval le pont Torgovy.
Les stations de métro les plus proches sont Sadovaïa, Sennaïa plochtchad et Spasskaïa.

## Nom
Depuis 1789, le pont s'appelait Nikolaïevsky ou Nikolsky (Saint-Nicolas) d'après la cathédrale Saint-Nicolas (Nikolsky) voisine. Depuis 1795, le pont a commencé à s'appeler Kachine d'après la taverne Kachine voisine qui portait le nom de famille de son propriétaire ,.

## Histoire
Le pont Kachine a été construit en 1783-1787 selon la conception standard des ponts du canal Krioukov. C'était un pont en bois à trois travées sur des supports de maçonnerie de moellons, et il était revêtu de granit. La travée centrale était mobile, les latérales étaient des poutres. L'auteur du projet est inconnu .
En 1839-1840, le pont-levis a été remplacé par un pont permanent. En 1863, le pont a été remanié sans changer la structure . En 1876, le pont est reconstruit et élargi de 1,5 m pour accueillir une ligne de tramway . À partir de 1898, le gouvernement de la ville a proposé de remplacer les travées des ponts en bois par des poutres en fer rivetées (comme sur les ponts Torgovy ou Matveïev), mais le projet n'a pas été mis en œuvre ,,.
En 1930, en raison des dommages causés à la maçonnerie et au revêtement de granit dans la partie sous-marine du pont, ainsi que le mur de remblai de granit adjacent au pont, il a été décidé de reconstruire le pont  . En 1931-1932, un pont en arc à une travée avec une solide voûte en béton armé a été construit par les ingénieurs Stepnov et Joukov .

## Construction
Le pont Kachine est un pont en arc sans charnière à une travée avec une solide voûte en béton armé  . Les culées du pont sont en béton armé monolithique sur fondation sur pieux, et sont revêtues de granit. Les piliers sont prolongés de la ligne de remblai dans le canal. La largeur totale du pont est de 16 m, la longueur du pont est de 23,9 m ,.
Le pont est destiné à la circulation des véhicules et des piétons. La chaussée du pont comprend 2 voies de circulation. La surface de la chaussée et des trottoirs est en béton bitumineux. Les trottoirs sont séparés de la chaussée par une haute bordure de granit. Les balustrades sont en métal, avec un motif simple. Des escaliers ont été ajoutés pour la transition des trottoirs du pont au niveau des remblais.

## Voir également
- Liste des ponts à Saint-Pétersbourg
- Canal Krioukov